# Cíclope de la selva Misquita
El cíclope de la selva Misquita es un mito popular de la República de Honduras que narra la existencia de un ser de gran tamaño similar a los cíclopes de la mitología griega.

## Orígenes
El mito empezó a ganar popularidad en el siglo XX cuando antropólogos empezaron a llegar a tener contacto con los indígenas que habitan en la Selva Misquita del departamento de Gracias a Dios de Honduras, debido a los estudios sobre las costumbres de los locales se dio a entender que estas personas mantenían la creencia en un extraño ser semi humanoide que por las descripciones físicas de este dadas a los expertos la criatura encajaba en el mito del cíclope.  
La leyenda tenía sus variaciones, ya que para la década de 1970, la antropóloga Anne Chapman recopiló relatos de los indígenas que tenían como protagonista a esta criatura, dicha que ellos describían como un hombre gigante y de un solo ojo; ella publicó esto en su libro denominado "Los hijos de la muerte: el universo mítico de los Tolupanes-Jicaques de Honduras". Una de las historias publicadas en ese libro se remonta a mediados del siglo XIX y en ella se narra lo que le sucedió a un hombre indígena llamado Julián Velásquez quién no quiso ser bautizado.
La leyenda narra que Julián vivía cerca de la Laguna Seca pero que luego viajó hacia la Costa norte de Honduras en compañía de un chamán. Al llegar a la Costa norte encontró a una tribu de antropófagos de gran tamaño y éstos poseían un solo ojo. Julián fue capturado y estuvo prisionero junto con tres ladinos para ser engordados y posteriormente devorados. Según las descripciones el supuesto cíclope es un ser grotesco, de muy mal temperamento, y con mucha fuerza, mata a sus víctimas degollándolas con unas herramientas similares a un cuchillo. Se dice que Julián Velásquez logró escapar de los cíclopes, no se sabe como logró hacerlo pero jamás se supo más de él ni de la tribu que lo había hecho prisionero ese día.